# Шрёдер, Альфред
Альфред Шрёдер (нем. Alfred Schröder, англ. Alfred Schroeder; 10 апреля 1891 — 1 июля 1982) — американский шахматист немецкого происхождения.
Жил в Нью-Йорке. Был членом Бруклинского шахматного клуба. В 1918 г. занял 3-е место в сильном по составу чемпионате штата Нью-Йорк (позади О. Хайеса и А. Купчика). Главное спортивное достижение — победа в чемпионате Бруклинского шахматного клуба 1922 г.
Участник крупного международного турнира в Нью-Йорке (1916 г.), посвящённого памяти американского мецената и шахматиста-любителя профессора И. Райса. Наиболее известен по партии, которую в этом турнире у него выиграл будущий чемпион мира Х. Р. Капабланка. Эта партия получила 2-й приз за красоту. В некоторых изданиях партию публикуют в качестве наиболее яркого примера творчества кубинского шахматиста: «…из этого поединка становится ясным, почему третьего чемпиона мира называли „шахматной машиной“».
В 1923 г. в команде с будущим чемпионом мира А. А. Алехиным играл консультационную партию против команды, в которую входили Д. М. Яновский и Л. Майер. Команда Алехин — Шрёдер одержала победу.
Брат — Марио Шрёдер, также шахматист, член Бруклинского шахматного клуба.

## Спортивные результаты
| Год  | Город    | Соревнование                                               | + | − | = | Результат | Место |
| ---- | -------- | ---------------------------------------------------------- | - | - | - | --------- | ----- |
| 1913 | Нью-Йорк | Чемпионат Бруклинского ШК                                  |   |   |   |           |       |
| 1914 | Нью-Йорк | Матч Бруклинский ШК — Манхэттенский ШК (против А. Купчика) | 0 | 1 | 0 | 0 из 1    |       |
| 1915 | Нью-Йорк | Индивидуальный турнир лиги «Метрополитен»                  |   |   |   |           |       |
| 1916 | Нью-Йорк | Мемориал И. Райса                                          | 4 | 6 | 3 | 5½ из 13  | 9     |
|      | Нью-Йорк | Чемпионат Бруклинского ШК                                  |   |   |   |           |       |
| 1918 | Нью-Йорк | Чемпионат штата Нью-Йорк                                   |   |   |   |           | 3     |
|      | Нью-Йорк | Матч с Р. Блэком                                           | 3 | 5 | 2 | 4 : 6     |       |
| 1922 | Нью-Йорк | Чемпионат Бруклинского ШК                                  |   |   |   |           | 1     |